# Biserica Bărăția din București
Biserica „Sfânta Maria a Harurilor” - Bărăția este cea mai veche biserică romano-catolică din București. Alte bărății cunoscute sunt cele din Câmpulung Muscel, Târgoviște ș.a. Bărăția din București este situată în centrul orașului, pe Bd. I.C. Brătianu, iar oficiul parohial se găsește pe str. Bărăției nr. 27.

## Istoric

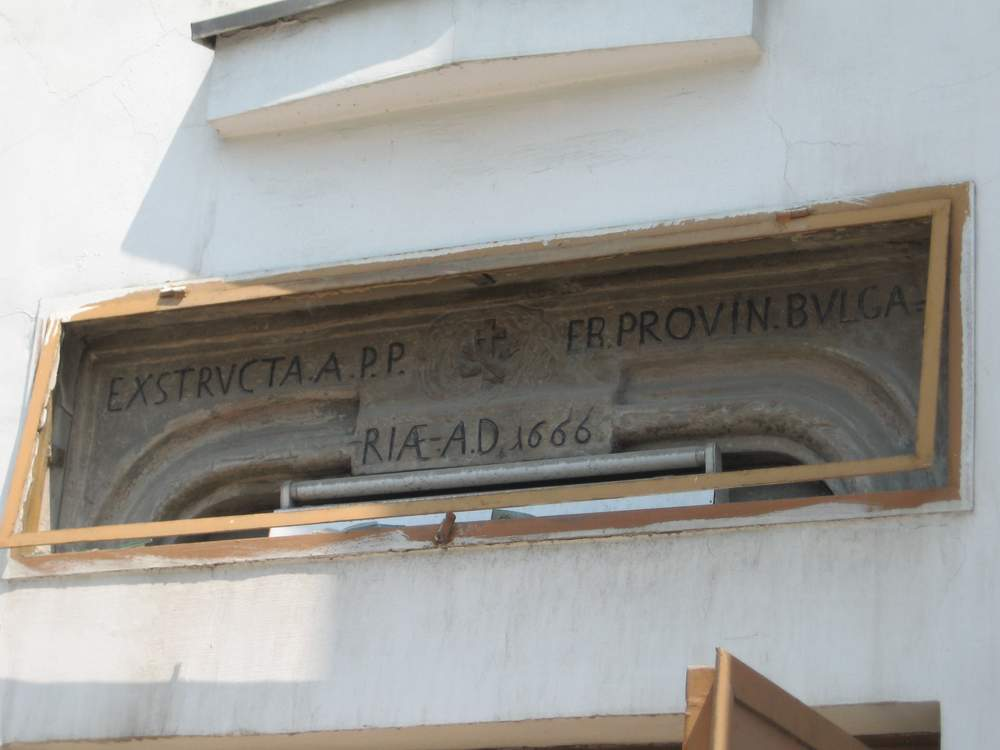
Inscripṭie de la Bǎrǎṭia din București

Călugării franciscani bulgari ridicaseră în secolul al XVII-lea pe locul actualei biserici o biserică din lemn. În anul 1716 voievodul Ștefan Cantacuzino promisese secretarului său, Anton Del Chiaro, că va repara „bisericuța de lemn a catolicilor ce stă să cadă.” Ștefan Cantacuzino a fost însă nevoit să abdice în același an. 
În cartea sa „Istoria fondărei orașului București”, Dimitrie Papazoglu, descendent al unei familii de funcționari otomani, derivă prin etimologie populară numele bisericii de la cuvântul turcesc „berat” (document, autorizație), iar pe cel al lui Del Chiaro de la „cioară”.
Reparația bisericii a fost efectuată din contribuția financiară a împăratului Leopold I, care a donat în acest scop suma de 1.500 ducați de aur. La aceasta s-a adăugat contribuția voievodului Nicolae Mavrocordat, care a donat 280 de ducați de aur. În timpul incendiului din 1847 biserica a fost grav afectată. Reconstrucția s-a făcut prin efortul financiar al casei imperiale de la Viena, care a donat suma de 4.000 guldeni. Forma actuală a bisericii datează din anul 1848. În lucrarea sa referitoare la situația religioasă din România, arhiepiscopul Raymund Netzhammer notează: "Complexul Bărația datează din anul 1848, deoarece în 1847 un foc devastator a mistuit atât biserica cât și turnul". Clopotul cel mare al bisericii datează din anul 1855 și a fost realizat pe cheltuiala împăratului Franz Josef al Austriei.
În anul 1948 cea mai mare parte a complexului a fost confiscată de autoritățile comuniste.